# Oil & Gas UK
Oil & Gas UK (Hidrocarburos y gas del Reino Unido), es una empresa líder en el sector energético con sedes en Londres, Inglaterra y Aberdeen, Escocia. Fue fundada en abril de 2007 para encargarse de las operaciones costa afuera de exploración y producción de hidrocarburos y gas natural en el Mar del Norte.